# Vlasatice
Vlasatice (deutsch Wostitz) ist eine Gemeinde in Südmähren in Tschechien. Sie befindet sich 17 Kilometer südöstlich von Moravský Krumlov (Mährisch Kromau) und gehört zum Okres Brno-venkov (Bezirk Brünn-Land). Der Ort ist als ein Breitangerdorf angelegt.

## Geographie
Vlasatice liegt an der Miroslavka und wird von den Höhenzügen der Roßweide (207 m) und der Hochberge (211 m) im Norden sowie der Kroatenberge (218 m) im Süden umgeben.
Nachbarorte sind Pohořelice (Pohrlitz) im Nordosten, Nová Ves (Mariahilf) im Osten, Pasohlávky (Weißstätten) im Südosten, Troskotovice (Treskowitz) im Südwesten, Trnové Pole (Dornfeld) im Westen sowie Branišovice (Frainspitz) und Vinohrádky im Nordwesten.

## Geschichte
Im 11. bis 13. Jahrhundert kam es zu einer großen Siedlungsbewegung von West nach Ost. Mähren wurde von 1031 bis 1305 von der Dynastie der Přemysliden regiert. Um größere Gebiete landwirtschaftlich zu nutzen und damit höhere Erträge zu erzielen, bewarben sie die Kolonisten zum Beispiel mit zehn Jahre Steuerfreiheit (deutsches Siedlerrecht). Bis zum Jahre 1150 wurde das Gebiet um Mikulov (Nikolsburg) und Znojmo (Znaim) von deutschen Einwanderern aus Niederösterreich besiedelt. Die Anlage des Dorfes sowie die ui-Mundart bekunden, dass sie ursprünglich aus den bairischen Gebieten der Bistümer Regensburg und Passau stammten. Sie brachten neue landwirtschaftliche Geräte mit und führten die ertragreiche Dreifelderwirtschaft ein.
Das Dorf ist seit 1276 als Besitz des Klosters Rosa Coeli beurkundet und besaß von 1342 bis 1633 Hochgerichtsbarkeit. Die Ortsbezeichnung wechselte von „Wassatycz“ (1333) über „Wasaticz“ (1370) bis zu „Bassatitz“ im 17. Jahrhundert. Während der Hussitenkriege wurde das Schloss des Ortes von Taboriten besetzt. Um 1428 eroberten katholische Truppen das Schloss zurück.
1538 erhielt das Dorf Marktrecht vom deutschen König und späteren Kaiser Ferdinand I. Eine Pfarre bestand schon 1276. Um 1560 fasste der Protestantismus Fuß. Im Jahr 1567 war ein Bruderhof (Haushabe) der radikalreformatorisch-täuferischen Hutterer nachweisbar, die 1617 vom Grundherrn Graf Thurn vertrieben wurden. Die meisten Täufer zogen anschließend nach Siebenbürgen weiter. Wegen Abtrünnigkeit des Grafen während des Ständeaufstandes im Jahre 1618, am Anfang des Dreißigjährigen Krieges, wurden dessen Güter enteignet und dem Kardinal Dietrichstein zugesprochen. Ab 1622 setzte die Rekatholisierung ein. Im Dreißigjährigen Krieg wurde der Ort von kaiserlichen Truppen geplündert und verwüstet. Bereits 1631 ist für die Volksschule ein Magister mit einem Gehilfen belegt.
Matriken werden seit 1631 geführt. Onlinesuche über das Landesarchiv Brünn. Grundbücher werden seit 1788 geführt. Ein digitales Ortsfamilienbuch von Wostitz wurde 2010 erstmals publiziert.
Nach den Türkeneinfällen 1663 und 1683 wurden nur noch 23 von 75 bäuerlichen Anwesen bewirtschaftet. In den Jahren 1831 und 1866 wütete die Cholera im Ort und forderte 180 bzw. 73 Opfer. Die bis dahin fischreichen großen Teiche in der Umgebung des Ortes wurden 1832 aufgelassen. Im Jahre 1879 wurde die Freiwillige Feuerwehr Wostitz gegründet. Die Einwohner von Wostitz lebten größtenteils von der Vieh- und Landwirtschaft. Ungefähr 3/4 der Anbauflächen waren im Besitz des staatlichen Gutshofes, zu dem ebenso alle Wälder der Gemeinde gehörten. Aufgrund des günstigen Klimas wurden neben verschiedenen Getreidearten Zuckerrüben, Futterpflanzen, Kartoffeln, Erbsen, Gurken, Zwiebeln und Mohn angebaut. Ebenso erträglich war die Jagd im Gemeindegebiet, so wurden jährlich 2.500 Hasen/Rebhühner und 600 Fasane/Rehe erlegt.
Nach dem Ersten Weltkrieg kam der zuvor zu Österreich-Ungarn gehörende Ort, der 1910 zu knapp 99 % von Deutschmährern bewohnt wurde, durch den Vertrag von Saint-Germain zur Tschechoslowakei. Maßnahmen folgen wie die Bodenreform und die Sprachenverordnung. Dadurch kam es durch Siedler und neu besetzte Beamtenposten zu einem vermehrten Zuzug von Personen tschechischer Nationalität. Diese Maßnahmen verschärften die Spannungen zwischen der deutschen und tschechischen Bevölkerung. Infolge des Münchner Abkommens wurde Wostitz mit 1. Oktober 1938 ein Teil des deutschen Reichsgaus Niederdonau. 1925 wurde der Ort elektrifiziert. Ab 1928 gab es eine Bürgerschule, die 1938 in eine vierklassige Hauptschule umgewandelt wurde. Diese Schule besuchten auch Kinder aus Treskowitz und Frainspitz-Weinberg. Aufgrund eines strengen Winters im Jahre 1929 starb ungefähr 95 % des Wildes, so dass für zwei Jahre ein Jagdverbot ausgesprochen wurde.
Der Zweite Weltkrieg forderte 154 Opfer unter den Ortsbewohnern und endete am 8. Mai 1945. Die im Münchener Abkommen an Deutschland übertragenen Territorien, also auch Wostitz, wurden im Rückgriff auf den Vertrag von Saint-Germain wieder der Tschechoslowakei zugeordnet. Nach Abzug der Rotarmisten wurde der Ort von Tschechen besetzt. Vor den einsetzenden Exzessen an der deutschen Bevölkerung flohen viele Wostitzer über die nahe Grenze nach Österreich oder wurden hinüber getrieben. Bei und nach Kriegsende fanden 28 Wostitzer Zivilpersonen den Tod. Zwischen dem März und dem Oktober 1946 erfolgte die ethnische Säuberung, die Zwangsaussiedlung von 1165 Wostitzern nach Westdeutschland.
Von den nach Österreich geflüchteten oder vertriebenen Wostitzern konnten rund 160 in Österreich verbleiben. Die meisten Vertriebenen wurden in Deutschland ansässig. Neun Personen wanderten nach Kanada, fünf in die USA, je drei nach Australien und in die Schweiz, zwei nach Schweden und je eine nach Argentinien, Frankreich, Italien und England aus.

Gedenkstätte der Vertriebenen Wostitzer in Staatz/NÖ

Zur Erinnerung errichteten 1987 die Wostitzer eine Gedenkstätte am Fuße des Nordhanges des Staatzer Burgberges in Niederösterreich.

## Wappen und Siegel
Das Siegel aus dem 16. Jahrhundert zeigte ein Renaissanceschild worin ein Turmgebäude abgebildet war. Ein weiteres kleineres Siegel mit Umschrift und einem besser erkennbaren Turm wurde Anfang des 17. Jahrhunderts eingeführt und bis ins 19. Jahrhundert verwendet. Danach erhielt Wostitz einen bildlosen Gemeindestempel, der von 1918 bis 1938 zweisprachig war.
Zugleich mit der Markterhebung hat Kaiser Ferdinand I. 1538 dem Ort ein Wappen verliehen. Es ist in Blau auf grünem Hügel ein zweifenstriger silberner Zinnenturm mit rotem Satteldach und goldenen Dachknäufen.

## Bevölkerungsentwicklung
| Volkszählung                                                                  | Häuser | Einwohner insgesamt | Volkszugehörigkeit der Einwohner | Volkszugehörigkeit der Einwohner | Volkszugehörigkeit der Einwohner |
| Jahr                                                                          | Häuser | Einwohner insgesamt | Deutsche                         | Tschechen                        | andere                           |
| 1771                                                                          | 157    |                     |                                  |                                  |                                  |
| 1793                                                                          | 172    | 1070                |                                  |                                  |                                  |
| 1836                                                                          | 240    | 1312                |                                  |                                  |                                  |
| 1869                                                                          | 276    | 1749                |                                  |                                  |                                  |
| 1880                                                                          | 304    | 2060                | 2049                             | 11                               |                                  |
| 1890                                                                          | 316    | 1932                | 1932                             | 0                                |                                  |
| 1900                                                                          | 328    | 1907                | 1886                             | 21                               |                                  |
| 1910                                                                          | 359    | 2035                | 2015                             | 20                               |                                  |
| 1921                                                                          | 364    | 2021                | 1941                             | 60                               | 20                               |
| 1930                                                                          | 411    | 1926                | 1813                             | 108                              | 5                                |
| 1939                                                                          | 435    | 1860                |                                  |                                  |                                  |
| Quelle: 1793, 1836, 1850 aus: Südmähren von A–Z, Frodl, Blaschka              |        |                     |                                  |                                  |                                  |
| Sonstige: Historický místopis Moravy a Slezska v letech 1848–1960, sv.9. 1984 |        |                     |                                  |                                  |                                  |

## Sehenswürdigkeiten
- Pfarrkirche des hl. Johannes des Täufers; Einheitlicher Bau von 1610 mit Veränderungen von 1810. Saalartiges Langhaus, eingezogener rechteckiger Chor, quadratischer Westturm mit geschwungenem Pyramidenhelm. Langhaus Stichkappentonnengewölbe mit Stuckrippen. Bemerkenswerte Westempore mit 23 Wappenschilden der Grafen Thurn, die von 1573 bis 1622 die Herrschaft Wostitz besaßen (1907 freigelegt). Klassizistische Altäre und Kanzel um 1830; Tabernakel ägyptisierend 1812; Kanzel um. 1775; Orgel 1861; Taufbrunnen 17. Jh.; Altarbild von G. Herbert.
- Bildsäulen: hl. Florian 1738; Joh. v. Nepomuk 1739.
- Das Schloss am Westrand, zweigeschossig mit Walmgiebeln 2. Hälfte des 16. Jh., daneben (85 m) dreistöckiger Schlossturm, durch gedeckten hölzernen Gang mit dem Schloss verbunden. Umgeben von weitläufigen Meierhofbauten; ein großer Schüttkasten geht im Kern auf das Jahr 1449 zurück.
- Ein Zweigeschossiges Rathaus, wurde 1913 an der Stelle eines älteren, durch Brand zerstörten aufgebaut.
- Elf Wegkreuze im Ort und auf der Gemarkung, wurden zwischen 1821 und 1927 errichtet.
- Die Wegkapelle am nördlichen Ortsrand ist etwa um 1880 entstanden.
- Gedenkstein an der Friedhofsmauer für 166 an der Cholera 1831 Verstorbene.
- Ein Kriegerdenkmal wurde 1926 für die Gefallenen des Ersten Weltkrieges errichtet.

## Söhne und Töchter der Gemeinde
- Jakob Kapusta (1834–1920), Priester, Domdechant.
- Anton Heindl (1854–1927), Schriftsteller.
- Georg Hanreich (1887–1955), tschechischer Politiker der deutschen Minderheit und Abgeordneter.
- Franz M. Wagner (1888–1943), Priester, „Obdachlosenpfarrer von Wien“
- Josef Flassak (1889–1970), Grafiker.
- Franz Komenda (1896–1991), Heimatforscher, Kreisbetreuer.
- Richard Hofmann (* 1907), Schriftsteller, Südmährischer Kulturpreisträger.
- Anton Hammel (1912–1932), Lehrer, Lyriker.
- Anton Kornherr (1925–2001), Professor, Landeskapellmeister von Niederösterreich.
- Siegfried Ludwig (1926–2013), österreichischer Politiker, Landeshauptmann von Niederösterreich.
- Klaus Kugler (* 1942), Kunsterzieher, Maler, Graphiker, Südmährischer Kulturpreis 1991.
- Walfried Blaschka (* 1927), Pädagoge, Heimatforscher, Volkskundler, Volkstumspreisträger der Sudetendeutschen Landsmannschaft 2009.

## Wirtschaft
Wirtschaftlich wurde der Ort vom 1700 ha großen Gutshof dominierte.
Eine Dampfmühle gibt es seit 1917, eine Ziegelei seit 1885, auch Getreide-, Reinigungs- und Beizanlage. Größter Einzelbetrieb war das ehemalige. Herrschaftsgut mit 475,5 ha. Drei Jahrmärkte werden abgehalten am Montag nach Fronleichnam, vor Matthäus (21.9.), vor Allerheiligen (= Kerzenmarkt).

## Brauchtum
Brauchtum, Märchen und Sagen:
- Brauchtum wurde in Form von Osterratschen, Osterreiten, durch die Feldgemarkung, das Aufstellen und „Schmeißen“ des Maibaumes, am 21. Juni die Sonnwendfeier, den kleinen Kirtag, Kaiserkirtag und den zwei Tage dauernden Nachkirtag, am 24. April die Grenzbegehung, das Auslesen des Maises, Federnschleißen gepflegt.

## Sagen aus dem Ort
Unter den deutschen Ortsbewohnern gab es eine Vielzahl von Mythen:
- Das Meerauge[22]